# Tiburones Rojos de Córdoba
El Club Deportivo Tiburones Rojos de Córdoba fue un equipo de Fútbol de la ciudad de Córdoba en el estado de Veracruz, participaron en la Segunda División de México, y fue filial del equipo Veracruz.

## Historia
El equipo nace cuando el Club Veracruz compra la franquicia de los Azucareros de Córdoba.

## Uniforme
- Uniforme titular: Camiseta Roja, pantalón Azul, medias Blancas.
- Uniforme alternativo: Camiseta Blanca, pantalón Rojo, medias Blancas.

## Estadio
El Estadio Rafael Murillo Vidal tiene capacidad aproximadamente para 3,900 espectadores y fue una de las sedes del pre-mundial femenino sub-20.
- Datos: Q5006078